# 볼보 FL
볼보 FL(영어: Volvo FL)은 볼보 트럭이 생산하고 있는 중형 트럭이다. 특징은 동급에서는 유일하게 4륜구동이 나온다는 것이다.

## 역사
- 1985년 - 볼보 F6/F7/F10의 후속 차종으로 FL6/FL7/FL10이 등장하게 되었다.
- 1986년 - F4의 후속으로 FL4이 등장했다.
- 2000년 - 마이너 체인지가 되면서 6기통 엔진인 D6B를 탑재했다.
- 2006년 - 모델이 페이스리프트가 되면서 6기통 엔진인 D7E를 탑재했다.
- 2013년 - 다시 한 번 페이스리프트되며 유로 6 규제 기준을 충족하는 6기통 D8K 엔진 또는 4기통 D5K 엔진을 탑재했다.[1]

## 사진

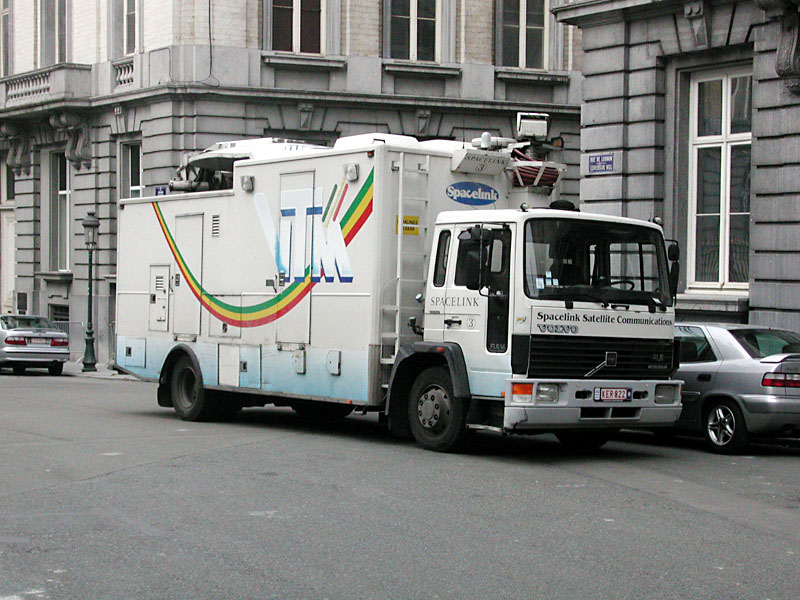
FL 전기형 모델
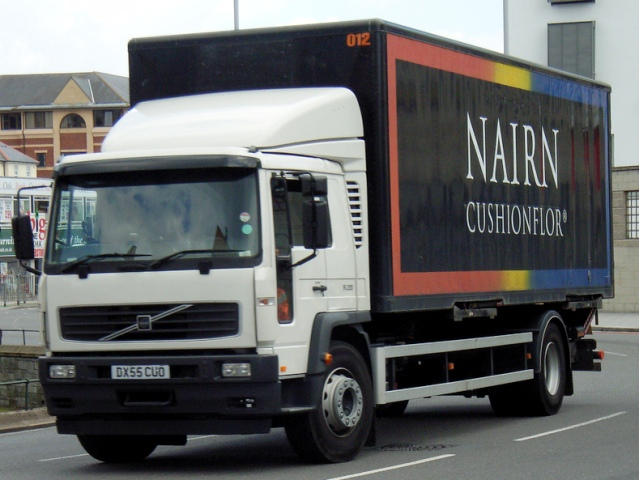
FL 후기형 모델
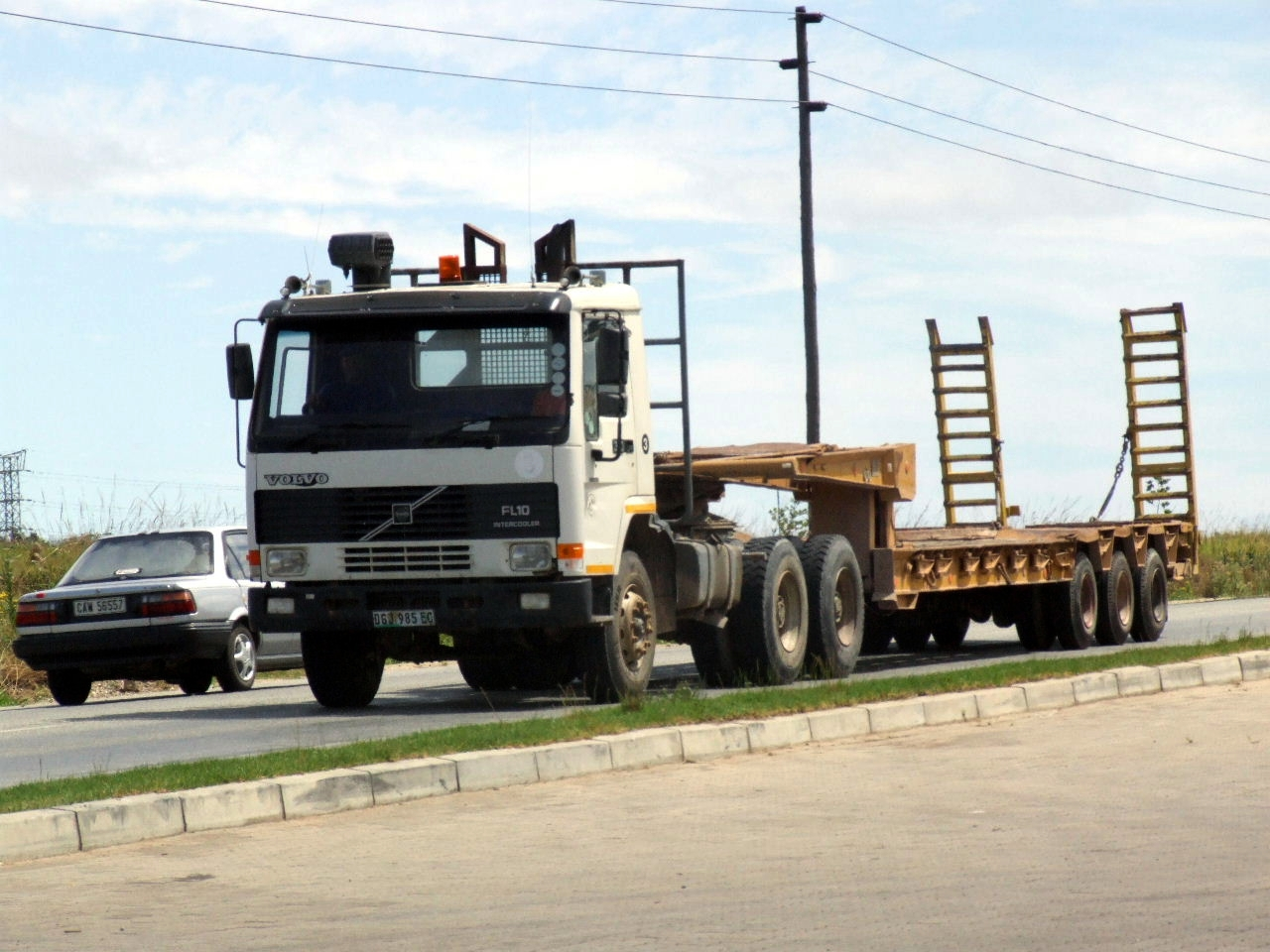
FL 트레일러 모델

## 경쟁 차종
- 현대자동차 - 현대 메가트럭
- 타타대우상용차 - 타타대우 노부스 SE, 타타대우 프리마
- 스카니아 - 스카니아 R-시리즈
- DAF - LF
- 메르세데스-벤츠 - 메르세데스-벤츠 아테고
- MAN - MAN TGM
- 이베코 - 이베코 유로카고